# Five Nights at Freddy's: The Twisted Ones
Five Nights at Freddy's: The Twisted Ones (bra: Five Nights at Freddy's: Os Distorcidos; prt: Five Nights at Freddy's: Não Confies nos Teus Olhos) é um romance de mistério e terror escrito por Scott Cawthon e Kira Breed-Wrisley. É a segunda adaptação de romance baseada na franquia de jogos de terror Five Nights At Freddy's. Na sequência direta de Five Nights at Freddy's: The Silver Eyes, os eventos de sua história ocorrem um ano após os do primeiro livro. Como seu antecessor, o romance foi escrito como um cânone separado da série de jogos original. Uma sequência, intitulada Five Nights At Freddy's: The Fourth Closet, foi lançada em 26 de junho de 2018.

## Sinopse
A aguardada sequência do best-seller Five Nights at Freddy's: The Silver Eyes. Já se passou um ano desde os horríveis eventos na Freddy Fazbear's Pizza, e Charlie está apenas tentando seguir em frente. Mesmo com a empolgação de uma nova escola e um novo começo, ela ainda é assombrada por pesadelos de um assassino mascarado e quatro terríveis fantoches animatrônicos (Freddy, Bonnie, Foxy e Wolf). Charlie acha que sua provação acabou, mas quando uma série de corpos são descobertos perto de sua escola - ferimentos perturbadoramente familiares - ela se vê atraída de volta ao mundo das criações assustadoras de seu pai. Algo distorcido está caçando Charlie e, desta vez, se a encontrar, não a deixará ir.

## Enredo
Depois dos acontecimentos do primeiro livro, Charlie sentia a presença de seu irmão: Sammy (Que na infância de Charlie, acaba sendo sequestrado). Com essa presença espiritual, ela nunca se sentia sozinha. Mas quando ela completa 18 anos, ela começa ter pesadelos muito frequentes, e também parou de sentir o Sammy. Então Charlie pensou em voltar a Hurricane, para descobrir mais coisas sobre seu pai. Ela morava com sua tia: Jen, e proibi ela de voltar a Hurricane, pois depois do que aconteceu na pizzaria da Freddy's. E as duas brigam pela primeira vez na vida, após essa briga Charlie sai de casa, dormindo uma semana dentro do carro e depois se muda a uma faculdade(campus) onde faz um curso de robótica, após voltar ao dormitório (Depois que Arty toca no assunto sobre os acontecimentos no ano passado, Charlie não quis falar sobre isso) é revelado que a colega de quarto é Jessica. O quarto de ambas é dividido por uma fita: Um lado é o quarto da Jessica, é todo organizado, já o quarto de Charlie é o oposto (desorganizado). Charlie está fazendo um projeto para a robótica e toda vez que Jessica aparece ela esconde colocando uma fronha em cima, num momento em que estava sozinha com seu projeto Charlie ouvi Jessica chegando e então esconde de novo, e Jessica percebe que ela não quer mostrar o projeto. Então Charlie mostrou o seu projeto, e ela fica assustada (O projeto de Inteligência artificial em que as duas cabeças vão aprender uma com a outra). Jessica nota o quarto de Charlie estava cheio de peças rasgadas, partes de robô, achando que ela estava meio fora de si. Depois as duas conversam, Charlie se abre para Jessica. Logo depois Charlie se encontra com John (os dois apresentam uma relação amigável) no refeitório Charlie pergunta o que ele está trabalhando, John revela estar trabalhando na remoção dos danos ocorridos na tempestade em Hurricane (Antes dos acontecimentos do The Twisted Ones houve uma tempestade muito violenta em Hurricane, onde muitas casa foram atingidas pelo tornado e Charlie ainda não foi para Hurricane e sim para St.George para estudar na faculdade). E diz que a casa de Charlie era uma delas (A casa em que ela morava com seu pai em sua infância antes de sair da cidade) e isso mexe com ela fazendo com que ela abre para John como ela se sentia, sobre seu irmão gêmeo. Em um momento meio sentimental ela se cansa do assunto e vai embora, John vai atrás e marcam um encontro entre eles dois.
Chegando para a próxima aula, ela barrada pelo Clay Burke (Policial e Pai do Carlton Burke do primeiro livro) e leva-a para ver um corpo com feridas muito conhecidas, Charlie analisar o corpo, chegando inclusive a encostar em sangue(Usando luvas) Até que Charlie se toca que as feridas são muito familiares. E confirma que as feridas são falhas de springloks, mas não havia nenhuma fantasia, então a policia investigou a roça e não acharam nada. Após deixarem o local, Clay fala pra Charlie o que aconteceu depois do fechamento da Freddy's e ele conta que foram fazer a perícia e não encontraram nada dentro das fantasias(nenhum corpo) e especialmente; o corpo de William não estava mais dentro da fantasia. E após sair do carro Clay fala para Charlie que o sangue do William mostrou ser falso, e Charlie apavorada volta para aula inconformada que ele esteja vivo.
Charlie tinha um encontro com o John, então caminhando até o restaurante, ela notou que estava suja (marcas de sangue em seus dedos e lama nos joelhos). Voltando para casa, se arrumou para o encontro. Em frente ao restaurante, Charlie vê John e entram. Nesse capitulo (Que no caso é o capitulo 3) foca no encontro, após o desenrolar de diálogos e alguns momentos no restaurante, ambos foram para o cinema, no meio do filme é notável o pensamento dos dois: John ficava nervoso e queria se aproximar dela; por outro lado Charlie não focava no encontro (ela não parava de pensar do que tinha acontecido no local onde os policiais estavam investigando). Um momento em que ela se dá conta que as feridas do local são bem maiores do que as feridas de Dave (William Afton) ou seja; para que aquilo acontecesse a fantasia deveria ser grande, então Charlie deixa John e sai da sessão. Na calçada, ela relaxa um pouco e volta para dentro, liga para o Clay perguntando se não sabia da identidade do cadáver morto, e Clay responde que não, e que estão cuidando disso; e antes de desligar disse para manter informada. Após desligar ela sente que ele está escondendo a verdade. No fim ela volta para terminar o filme com o John e não acontece nada entre os dois. Charlie pede desculpas ao John pelo encontro e ela fala para o John que precisa conversar, eles vão para a faculdade embaixo de uma arvore e ela conta (não com detalhes) que o sangue de Dave é falso, e há chances de ele estar vivo e que precisam voltar a pizzaria, mas num momento ela muda de ideia e não vai se meter. Voltando ao dormitório, Charlie mais uma vez muda de ideia (ela vai voltar naquela pizzaria, mas com a Jessica) depois de uma conversa com Jessica, Charlie nota algo estranho nas duas cabeças de seu projeto, pois eles estavam aprendendo novas palavras tão cedo, então ela coloca a fronha em cima do projeto e foi dormir.

## Recepção
Embora os fãs tivessem ficado satisfeitos com o fato de Five Nights at Freddy's: The Silver Eyes ter uma sequência que deveria 'aumentar a aposta' de acordo com The Christian Post, The Twisted Ones mal recebeu nenhuma crítica. Um crítico da Arkham Reviews resumiu: "The Twisted Ones teve alguns momentos divertidos, mas começou a desmoronar no clímax. Embora contivesse algum bom e velho horror irracional, era uma bagunça e não tinha a tensão do primeiro livro."

## Publicação lusófona

### Brasil
No Brasil, a obra foi traduzida por Rafael Miranda e publicada pela editora Intrínseca em 6 de março de 2018, com o título Five Nights at Freddy's: Os Distorcidos.

### Portugal
Em Portugal, o livro foi publicado pela Editorial Presença a 19 de maio de 2021, com o título Five Nights at Freddy's: Não Confies nos Teus Olhos. Esta edição utiliza a tradução brasileira de Rafael Miranda mas com adaptação para o português europeu de Sónia Lopes.

### Restante Lusofonia
A edição portuguesa da Editorial Presença também está licenciada para publicação em Angola, Moçambique, Guiné-Bissau, Guiné Equatorial, Cabo Verde, São Tomé e Príncipe, Timor-Leste e Macau.